# Vivid undress
vivid undress（ヴィヴィッドアンドレス）は、東京都世田谷区下北沢を拠点とする5人組ロックバンド。略称はヴィヴィアン、またはビビアン。

## メンバー

### 活動終了時のメンバー
kiila（キイラ）
ボーカル、ギター担当。
大阪府出身。結成前はシンガーソングライターとしてソロ活動をしていた。アコースティックユニット『kiila & yu-ya』としても活動している。
yu-ya（ユーヤ）
ギター担当。
kiilaとはライブハウスのマネージャーの紹介で出会う。アコースティックユニット『kiila & yu-ya』としても活動している。
syunn（シュン）
ベース担当。
vivid undressのリーダー。
yu-yaとは結成前からの知り合いで、お互いのバンド同士で対バンライブをしたりしていた。yu-yaに誘われたのがきっかけで参加。
また、アイドルユニット「絶叫する60度」のバックバンド「Jacky CATS」のベーシストとしても活動。2019年6月には、絶叫する60度のメンバーである「もんてろ」と入籍。
rio（リオ）
キーボード担当。
福岡県出身。熊本大学卒。地元の先輩で初代ドラマーのioriから誘われたのがきっかけで参加。結成前はハードコア系のバンドをやっていた。
tomoki（トモキ）
ドラム担当。
2018年4月からのサポート参加を経て、2019年3月23日、東京・代官山UNITにて行われた『4th mini album “赤裸々” release tour FINAL ONEMAN』にて正式加入。

### 旧メンバー
iori（イオリ）
ドラム担当。
2014年3月～11月まで在籍した初代ドラマー。kiilaと同じバイト先で働いていた。
ウツミエリ
ドラム担当。
サポート参加を経て2015年2月に加入。2018年3月31日に行われた東京・代官山UNITでのライブをもって脱退。

## 来歴
2014年
- 3月、シンガーソングライターとして活動していたkiila（ボーカル、ギター）とkiilaのバックバンドとして集まったyu-ya（ギター）、shunn（ベース）、rio（キーボード）、iori（ドラム）の5人が、下北沢でvivid undressを結成する[2][8]。
- 7月、タワーレコードのバイヤーの目に止まったのがきっかけとなり、1st DEMO『ゼロ』を渋谷店限定で販売（限定1000枚）[8]。
- 11月、iori（ドラム）が脱退。

2015年
- 2月、ウツミエリ（ドラム）が加入[7]。
- 5月6日、初の全国流通盤「Unveil」を発売[8]。

2016年
- 5月25日、2枚目のミニアルバム「Prevail」を発売[9]。

2017年
- 3月、自主レーベル『MONOLITHIC RECORDINGS』の立ち上げを発表。NO事務所、NOレーベルでバンド運営は全てメンバーで分担する[10]。
- 7月5日、3枚目のミニアルバム「ENDLESS」を自主レーベルから全国流通で発売[10]。

2018年
- 3月31日、初のワンマンライブをもって、ウツミエリ（ドラム）が脱退[7]。また、同日に1st DEMO『ゼロ』を再レコーディングした作品『Re:0』をライブ会場限定で販売[11]。
- 7月1日、ライブに来れないファンのために、会場限定CD『Re:0』の配信を開始。
- 9月15日、配信ベストアルバム『vivid undress Digital Selection』をリリース[12]。

2019年
- 1月23日、4枚目のミニアルバム『赤裸々』を同じく自主レーベルから全国流通で発売[13]。
- 3月23日、代官山UNITにて「4th mini album “赤裸々” release tour FINAL ONEMAN」を開催。またこのライブから、サポートドラマーのtomokiが正式メンバーとして加入[5]。
- 12月4日、メジャーデビューアルバム『混在ニューウェーブ』を徳間ジャパンコミュニケーションズより発売[14]。

2020年
- 8月19日、ミニアルバム『変身コンプレックス』を発売[15]。

2021年
- 3月12日、公式ファンクラブ『UN'S DRESS ROOM』（アンズ ドレスルーム）を発足[16]。
- 6月23日、ミニアルバム『愛のゲイン』を発売[17]。
- 9月12日、公式ホームページ及び公式ツイッターにて、2021年内での活動終了と11月10日の福岡Queblick公演を皮切りに、ラストツアー『Re:君に出会うための物語 ～最終章～』を行うことを発表した[18][19]。
- 11月4日、嘘とカメレオンとのツーマンライブ『PROGRESS PROGRAM THE FINAL』を下北沢シャングリラにて開催。終演後にはvivid undressとも親交のあるお笑いコンビ・さらば青春の光をMCに迎え、アフタートークショーも配信限定で行われた[20][21]。
- 12月3日、新宿BLAZEにて行われたラストツアー『Re:君に出会うための物語 ～最終章～』のファイナル公演をもって活動を終了[22]。

## ディスコグラフィ

### 配信限定シングル
| 発売日        | タイトル   | 規格品番 |
| ------------- | ---------- | -------- |
| 2021年3月12日 | 夢見る2人  | TWEB-519 |
| 2021年3月19日 | R-15       | TWEB-520 |
| 2021年3月26日 | そばにいて | TWEB-521 |

### 映像作品
※いずれの作品も公式サイトのオフィシャルグッズショップ限定販売。
- 君に出会うための物語 Live at SHIBUYA QUATTRO（2020年）

渋谷CLUB QUATTROにて行われた無観客配信ライブの模様を収録したDVD作品。
- Re:君に出会うための物語 ～最終章～ Live at SHINJUKU BLAZE（2022年）

2021年12月3日に新宿BLAZEにて行われたラストツアー『Re:君に出会うための物語 ～最終章～』のツアーファイル公演の模様を収録したDVD作品。

### 参加楽曲
- memex / Interference feat. kiila（2021年12月5日）※kiilaがゲストボーカルとして参加[26][27]。

## ミュージックビデオ
| タイトル                               | スタッフクレジット |
| 2015年                                 | 2015年 |
| -------------------------------------- | --- |
| パラレルワ                             | ディレクター：沖崇信 |
| 簡単な言葉                             | |
| 生きて生きて                           | 撮影監督：高柳啓佑 ディレクション：山路杏奈 |
| 生き物なんだもん                       | 監督：山田能龍 |
| はやるよろひや                         | Director : Shogo Hashimoto、Shimpei Iwasawa (The KingMaker) Camera : Shinya Shiraishi HairMake : Mikitaro (octbre) Stylist : Takaaki Uchida CG : Yu Hagioita (The KingMaker) Production Manager : Satomi Ehara                                                              |
| 2016年                                 | |
| シーラカンスダンス                     | Director：Akio Shiomi Camera：Tai Yamauchi Light：Makoto Higashioka Stage Light：Tomoyuki Soramoto (unlight) Stylist：Kayo Fujiwara Hair make：Yumi Miura Special make：Kawabata Hideki Edit：Joho Nasuno Special thanks：Atsuyuki Morita、Tommy                            |
| 2017年                                 | |
| ウララ                                 | 監督：小笹竜馬 (pingset) 出演女優：小林美季 |
| 私メンヘラなんかじゃないもん           | Direction：ピンクじゃなくても |
| さよならジレンマ                       | 監督：太田大貴 |
| 2018年                                 | |
| yours                                  | 監督：太田大貴 |
| 盲目の世界から脱出せよ                 | 監督：太田大貴 撮影：PON 制作：酒井寧々 ヘアメイク：北川綾 スタイリスト：内田考昭 (A-T) 出演女優：石井和香 |
| 2019年                                 | |
| スクランブル                           | 監督・撮影：加藤マニ 制作：古谷悟史、百地智之、奥野達也、ウエムラナナ 制作補助：後藤美月、大水萌々 スーパーバイザー：ホトケザカカズユキ 客演：武井駿、エキストラの皆様 ヘアメイク・スタイリング : よしだえりか アシスタント : ELLY 衣装提供 : KEISUKEYOSHIDA プロップ：ease |
| コンキスタドールの現実闘争             | 監督：かとうみさと 撮影：中島聖斗 照明：佐藤仁 プロデューサー：車行健 スタイリスト：内田考昭 ヘアメイク：渡邊幹太郎 |
| 出会えたんだ                           | 監督：かとうみさと 撮影：中島聖斗 照明：倉井陽祐 プロデューサー：車行健 スタイリスト：内田考昭（白衣装担当） ヘアメイク：渡邊幹太郎（白衣装担当）、田中美希（黒衣装担当）                                                                                                   |
| 2020年                                 | |
| 約束（Twitter企画『vvun作曲バトン』）  | |
| チョコレートシンドローム (Lyric Video) | |
| 主演舞台                               | movie director：Emiri Torihata (SEP) movie producer：Kota Noguchi (amidus/FIRSTORDER) camera：Ryosuke Komatsu stylist：Takaaki Uchida hair make：mikitaro (Octbre.) |
| ファンファーレ行進曲                   | Director：kiila (vivid undress) Cinematographer / Edit：Ippei Morimoto 振り付け：本物のリオママ |
| 2021年                                 | |
| オリジナルカラー                       | Director : オオタタイキ Cinematographer : PON Production chief : 土井大人 Styling：座光寺美紀 (f-me) Hair & Make-up：MIYASHITA Dancer：海帆 |